# Egyszervolt.hu
Az Egyszervolt.hu Magyarország gyerekeknek szóló legnagyobb internetes oldala.

## Egyszervolt.hu MK1 (2001–2007)
Az Egyszervolt.hu 2001 december elején jött létre. Akkoriban még olyan rovatrendszer volt, hogy amikor beléptünk egy rovatba, akkor volt ott 2 figura, az egyik a kicsiknek, a másik a nagyoknak való tartalmakat tartalmazta. A tartalmak körben voltak elrendezve, és mindegyikről volt egy kör alakú kis kép. 2004-ben megváltoztatták a rovatrendszert. Itt már oszlopokban voltak a tartalmak, és felül volt kiírva, hogy kicsiknek vagy nagyoknak szólnak-e az adott oszlopban lévő tartalmak. 2004 karácsonyán indult el a mese.tv, ahol a Magyar Televízió régebbi rajzfilmjeit nézhetjük meg, illetve vannak ott a szerkesztők által gyártott felvételek is. 2007 decemberében volt legelőször az oldalon adventi naptár. Itt még rajzolt figurák voltak. kép

## Egyszervolt.hu MK2 (2007–2009)
Az Egyszervolt.hu második generációja 6 év után, 2007. december 6-án jelent meg. Itt már tud beszélni az összes figura, kivéve a virág, amivel ki-be lehetett kapcsolni a rét hangját, és új lett a figurák alatt a szöveg betűtípusa, ezen kívül már 3D-s figurák vannak. A Napocska című rovat egy kis idő után meg is újult. Emellett új lett a Napocska logója, és 2008 végén vagy 2009 elején a mese.tv is megújult. Húsvéti rovat először 2008 áprilisában volt. Egy ideig megmaradt az MK1-es rovatrendszere, azonban 2009. április 1-jén új lett az oldal logója, megváltozott a figurák alatt a szöveg betűtípusa, és új lett a rovatrendszer, amiben már keresni is lehet. Az Egyszervolt.hu a mai napig ezeket használja. kép

## Egyszervolt.hu MK3 (2009–2015)
Az MK3-as 2009. december 4-én jelent meg, itt már külön vannak csoportosítva a gyerekeknek és a szülőknek való tartalmak, és már tud beszélni a virág is. Újdonság még a suli című rovat is, ahol jobban lehet csoportosítani a tartalmakat. Itt viszont az MK1-eshez hasonlóan rajzoltak a figurák. A Napocska 2010 elején meg is újult, 2013 májusában pedig elnyerte mai formáját. 2012 elején megjelent a Mindenre Képes című képeskönyvgyűjtemény iOS-re egy külső cégtől. A mese.tv azonban változatlanul maradt 2015-ig, onnantól a videók a YouTube-on vannak és a réten lévő logója is megváltozott. A fórum és a chat megszűnése is az MK3 idejében történt. Őszi szüneti matiné legelőször 2010 novemberében volt. 2011 októberében frissítésen ment keresztül az oldal, ahol már több helyen is reklámozzák, hogy "érdemes regisztrálni az oldalra, mert sok előnye van". A rét nem változott. Az MK3 2015 decemberében leköszönt, de itt továbbra is elérhető az Internet Archive-nak köszönhetően. kép

## Egyszervolt.hu MK4 (2015–)
Az MK4-es 2015 decemberében jelent meg. Az MK4-nél radikális változások az előzőekkel ellentétben nem történtek. Az új állatokkal a kisebbeket célozták meg. A rét hangjai nem változtak. Furulyázás már minden betöltésnél van. A „Suli” eltűnt a rétről, ami Flash helyett már HTML5 alapú, így gyorsabban töltődik be. A felső linksor eltűnt. A réten mozogni már nem lehet, de a figurák mozgása megváltozott. A rovatok már mobil nézetben is elérhetők.

## Díjak
Az Egyszervolt.hu eddig a következő díjakat nyerte:
- Gyermek-, Ifjúsági és Sportminisztérium miniszteri elismerő oklevele (2002)
- A Magyar Gyermekbarát Egyesület „Gyermekbarát termék” védjegy (2002)
- Magyarországi e-fesztivál „A kulturális örökség digitális megőrzése” kategóriában (2002)
- Cannes-i EUROPRIX 2002 verseny (2002)
- Az év honlapja (2003)
- Európai minőség a multimédiában (2005)
- Magyar Termék Nagydíj (2007)
- Comenius EduMedia Siegel (2007)
- Világjáró játék – I. Európai komoly játékok verseny, legjobb 40 000 euró alatti költségvetésű professzionális oktatójáték II. helyezés (2010)
- Európai Seal of e-Excellence díj (2011)
- Junior Prima Díj (2011)

## Üzemeltető cég
Amíg az MK1-es verzió volt, addig a Color Plus Kft. üzemeltette az oldalt. Amikor viszont megjelent az MK2, onnantól már a 4Kids Meseportál Kft. üzemelteti az oldalt.

## Működés
Furulyázás közben egy rét jön be, ahol vannak figurák, és azokra kattintva választhatjuk ki, hogy mit szeretnénk csinálni. Ha valamelyikre rávisszük az egeret, akkor ki van írva a figura alatt, hogy milyen rovatba lépünk, ha rákattintunk, és mondja a figura a rovat nevét, amit tartalmaz.

## Angol változat
Az Egyszervolt.hu-nak van még egy angol nyelvű változata is, amely a http://egyszervolt.hu/angol/meadow/index.html címen érhető el. Azonban az angol változatban kevesebb rovat van, mint a magyarban. Legelőször 2004-ben tesztelték. Végül a végleges változat 2005 végén jelent meg. Amíg az MK1-es verzió volt, addig az alsó sávban ott volt egy angol zászló, amivel át lehetett lépni az angol változatba. Azonban az MK2-essel eltűnt a rétről az angol zászló. Szinte megszólásig hasonlít az MK1-es verzióhoz.

## Egyszervolt Alapítvány
2002-ben jött létre az Egyszervolt Alapítvány, amely támogatja a magyar gyermekkultúrát. Az Egyszervolt Alapítvány begyűjtött pénzéből csinálnak az Egyszervolt.hu-n fejlesztéseket. Adószám: 18248072-1-43

### Linkek
- Videó: Az Egyszervolt Alapítvány reklámja
- Egyszervolt Alapítvány – Facebook

## Meglepetések
Az Egyszervolt.hu-n jelenleg egy évben általában 4-szer vannak meglepetések. Egy évben az első meglepetések általában a húsvéti invázió (korábbi nevén húsvéti matiné) című rovathoz tartoznak. 6 meglepetést tartogat, és a szerkesztők úgy oldották meg, hogy húsvét után még 2 meglepetés legyen. A meglepetések a réten elhelyezett tojásokra (tojglikra) kattintva érhetők el. Egy évben a következő meglepetések a mese.tv-n szoknak lenni, méghozzá a nyári szünet minden napján megjelenik délután a főoldalán egy új mese. Kezdési dátumát nem tudni, de az biztos, hogy az utolsó napja augusztus 31. A következő meglepetések az őszi szüneti matiné című rovatban szoknak lenni. November 1-jétől 7-éig van, és 7+2 meglepetést tartalmaz. A meglepetések kétféleképpen érhetők el: vagy rákattintunk a monitoron valamelyik figurára, vagy a monitor alatt a számozott gombokra kattintunk. Aki nagyon szereti a meglepetéseket, az tartogassa meg a +1-est november 8-ára, a +2-est pedig november 9-ére. Egy évben a következő – és egyben az utolsó – meglepetések az adventi naptárban szoknak lenni. December 1-jétől 24-éig 24 meglepetést tartalmaz. A meglepetések a tündérre kattintva érhetők el. Persze nem maradunk az adventi naptár után meglepetések nélkül, ugyanis a mese.tv-n a téli szünet első napjától egészen a téli szünet végéig szünidei matiné van a mese.tv-n, tehát minden nap ott megjelenik egy új mese.

## Linkek
- Egyszervolt.hu – Infovilág
- Egyszervolt.hu – Facebook
- Riport Pintér Róberttel, az Egyszervolt.hu főszerkesztőjével[halott link]
- Az Egyszervolt.hu története idővonalon